# Cerura intermedia
Cerura intermedia is een vlinder uit de familie tandvlinders (Notodontidae). De wetenschappelijke naam is voor het eerst geldig gepubliceerd in 1876 door Teich.
De soort komt voor in Europa.